# Llista de llengües planificades
La següent llista de llengües planificades notables es divideix en llengües auxiliars, sacres, dissenyades i artistiques (inclosos els de ficció), i els seus subgèneres respectius. Totes les entrades d'aquesta llista tenen més informació en articles separats de la Viquipèdia.

## Llengües auxiliars

### Llengües auxiliars internacionals
Les llengües auxiliars internacionals (LAI) són llengües construïdes per proporcionar una comunicació fàcil, ràpida i/o millorada entre tots els éssers humans, o una part significativa, sense substituir necessàriament les llengües natives.
| Nom                             | ISO        | Origen                           | Creador                                                | Descripció |
| ------------------------------- | ---------- | -------------------------------- | ------------------------------------------------------ | --- |
| Solresol                        |            | 1827                             | François Sudre                                         | Basat en els nivells de tons sonats amb les seves síl·labes de solfeig (una "llengua musical") encara que no cal cap coneixement de música per aprendre-la.                                                                           |
| Communicationssprache           |            | 1839                             | Joseph Schipfer                                        | Basat en francès. |
| Pantos Dimou Glossa/Cosmoglossa |            | 1858                             | Lucien de Rudelle                                      | Una llengua internacional creada en 1858 pel fisosòf occità Lucien de Rudelle, que és una sintèsi de les llengües que ell coneixia. Va ser el prototip de l'esperanto.                                                                |
| Universalglot                   |            | 1868                             | Jean Pirro                                             | Una llengua a posteriori primerenca, anterior fins i tot al volapük. |
| Volapük                         | vo, vol    | 1879–1880                        | Johann Martin Schleyer                                 | Primer a generar interès internacional per les LAI. |
| Esperanto                       | eo, epo    | 1887                             | Ludwik Lejzer Zamenhof                                 | La llengua auxiliar més popular que s'ha inventat mai, incloent, possiblement, fins a dos milions de parlants, la més important entre les llengües construïdes i l'única fins ara que té els seus propis parlants nadius (uns 1.000). |
| Mundolinco                      |            | 1888                             | J. Braakman                                            | El primer esperantido. |
| Bolak, "llengua blava"          |            | 1899                             | Léon Bollack                                           | Va prosperar força bé en els seus primers anys; ara gairebé oblidat. |
| Idiom Neutral                   |            | 1902                             | Waldemar Rosenberger                                   | Una LAI naturalista d'un antic defensor del volapük. |
| Latino sine flexione            | la-peano   | 1903                             | Giuseppe Peano                                         | "Llatí sense flexió", va substituir Idiom Neutral el 1908. |
| Ro                              |            | 1904                             | Edward Powell Foster                                   | Llengua a priori utilitzant categories de coneixement. |
| Ido                             | io, ido    | 1907                             | Un grup d'esperantoparlants reformistes                | La descendència més exitosa de l'esperanto. |
| Adjuvilo                        |            | 1910                             | Claudius Colas                                         | Un esperantido que alguns creuen que es va crear per provocar dissidència entre els idoistes. |
| Timerio                         |            | 1921                             | Tiemer                                                 | Un llenguatge on cada concepte es substitueix per un número, pensat per ser utilitzat com a mitjà per a la traducció automàtica. |
| Interlingue                     | ie, ile    | 1922                             | Edgar de Wahl                                          | Una LAI naturalista sofisticada, també coneguda com Occidental. |
| Novial                          | nov        | 1928                             | Otto Jespersen                                         | Una altra LAI naturalista sofisticada d'un famós lingüista danès. |
| Sona                            |            | 1935                             | Kenneth Searight                                       | Llenguatge aglutinador amb vocabulari universal. Els seus 360 radicals es poden combinar per formar paraules noves. |
| Esperanto 2                     |            | 1937                             | René de Saussure                                       | L'últim dels molts Esperantidos del lingüista Saussure. |
| Mondial                         |            | 1940s                            | Helge Heimer                                           | Llengua naturalista europea. |
| Interglossa                     | igs        | 1943                             | Lancelot Hogben                                        | Té un fort vocabulari grecollatí. |
| Interlingua                     | ia, ina    | 1951                             | International Auxiliary Language Association           | El major esforç per sistematitzar el vocabulari científic internacional. Pretén ser immediatament comprensible per als parlants de llengües romàniques i fins a cert punt els angloparlants.                                          |
| Intal                           |            | 1956                             | Erich Weferling                                        | Un esforç per unir els sistemes més comuns de llenguatges construïts. |
| Lingua sistemfrater             |            | 1957                             | Pham Xuan Thai                                         | "Llengua de germanor", amb vocabulari grecollatí i gramàtica del sud-est asiàtic. |
| Neo                             | neu        | 1961                             | Arturo Alfandari                                       | Un esperantido molt concís. |
| Babm                            |            | 1962                             | Rikichi Okamoto                                        | Destaca per utilitzar les lletres llatines com a sil·labari. |
| Unilingua (ara Mirad)           |            | 1966 (revisat el 1967 i el 2022) | Noubar Agopoff                                         | Vocabulari ontològic a priori. Cada lletra té un significat semàntic o funcional. |
| Arcaicam Esperantom             | eo-arkaika | 1969                             | Manuel Halvelik                                        | "Esperanto arcaic", desenvolupat per produir un efecte arcaic en la literatura esperantista. |
| Eurolengo                       |            | 1972                             | Leslie Jones                                           | Combina elements d'anglès i espanyol. |
| Glosa                           |            | 1975                             | Ronald Clark i Wendy Ashby                             | Una evolució d'Interglossa. |
| Kotava                          | avk        | 1978                             | Staren Fetcey                                          | Una LAI a priori sofisticada centrada en la neutralitat cultural. |
| Uropi                           |            | 1986                             | Joël Landais                                           | Basat en les arrels comunes indoeuropees i els punts gramaticals comuns de les llengües indoeuropees. |
| Poliespo                        |            | 1990s?                           | Billy Ray Waldon                                       | Gramàtica esperantista amb un vocabulari cherokee significatiu. |
| Romániço                        |            | 1991                             | Anònim                                                 | El vocabulari deriva de les arrels romàniques comunes. |
| Europanto                       |            | 1996                             | Diego Marani                                           | Una "broma lingüística" d'un diplomàtic europeu. |
| Unish                           |            | 1996                             | Institut de Recerca Lingüística, Universitat de Sejong | Vocabulari de quinze llengües representatives. |
| Lingua franca nova              | lfn        | 1998                             | C. George Boeree i altres                              | Vocabulari romànic amb gramàtica criolla. |
| Sambahsa                        |            | 2007                             | Olivier Simon                                          | Barreja de llengües protoindoeuropees simplificades i altres llengües. |
| Lingwa de Planeta               |            | 2010                             | Dmitri Ivanov                                          | Llengua mundial basada en àrab, xinès, anglès, francès, alemany, hindi, persa, portuguès, rus i espanyol. |

### Llengües auxiliars regionals
Les llengües auxiliars regionals són idiomes creats per facilitar la comunicació entre parlants d'un mateix grup de llengües relacionades. A diferència de les llengües auxiliars internacionals, que tenen un ús global, aquestes estan dissenyades per a àrees lingüístiques o geogràfiques limitades. Alguns exemples inclouen les llengües paneslaves, panromàniques i pangermàniques.
| Nom                 | ISO | Origen              | Creador                                                            | Descripció |
| ------------------- | --- | ------------------- | ------------------------------------------------------------------ | --- |
| Ruski jezik         |     | 1666                | Georgius Crisanius                                                 | El primer exemple conegut d'una llengua paneslava creada artificialment.                                                                                |
| Teutònix            |     | 1901                | Elias Molee                                                        | La primera llengua pangermànica, reformada posteriorment amb noms com nu teutonish, alteutonik, etc.                                                    |
| Romanid             |     | 1956                | Zoltán Magyar                                                      | Una llengua auxiliar regional basada en les llengües romàniques.                                                                                        |
| Guosa               |     | 1965                | Alexander Igbinéwéká                                               | Una llengua auxiliar regional per a l'Àfrica occidental derivada principalment de l'haussa, el ioruba i l'igbo.                                         |
| Afrihili            | afh | 1970                | K. A. Kumi Attobrah                                                | Una llengua panafricana. |
| Runyaquitara        |     | principis dels 1990 |                                                                    | Un idioma estandarditzat basat en quatre idiomes estretament relacionats de l'oest d'Uganda.                                                            |
| Palawa kani         |     | 1992                | Centre dels aborígens de Tasmània                                  | Basat en vocabulari reconstruït a partir dels relats limitats de les diverses llengües de Tasmània parlades abans pels aborígens orientals de Tasmània. |
| Slovio              |     | 1999                | Mark Hučko                                                         | Una llengua construïda basada en les llengües eslaves i la gramàtica d'esperanto.                                                                       |
| Romanç Neollatí     |     | 2006                | Jordi Cassany Bates i altres                                       | Una llengua panromànica. |
| Slovianski          |     | 2006                | Ondrej Rečnik, Gabriel Svoboda, Jan van Steenbergen, Igor Poliakov | Una llengua naturalista basada en les llengües eslaves.                                                                                                 |
| Neoslavònic         |     | 2009                | Vojtěch Merunka                                                    | Una forma modernitzada de l'antic eslau eclesiàstic. |
| Budinos             |     | 2009                | Aleksei Andrèievitx Arzamàzov                                      | Una llengua auxiliar regional basada en les llengües ugrofineses.                                                                                       |
| Intereslau          | isv | 2011–2017           | Jan van Steenbergen, Vojtěch Merunka                               | Una llengua auxiliar regional paneslava, resultat de la fusió del slovianski i el neoslavònic.                                                          |
| Ortatürk / Öztürkçe |     | 1992, 2008          | Baxtiyar Kärimov, Shoahmad Mutalov                                 | Una llengua auxiliar pantúrquica, amb vocabulari calculat estadísticament.                                                                              |

### Llengües controlades
Les llengües naturals controlades són llengües naturals que s'han alterat per fer-les més senzilles, fàcils d'utilitzar o més acceptables en determinades circumstàncies, com per exemple per a persones que no parlen bé la llengua original. Els projectes següents són exemples d'anglès controlat:
| Nom                       | Origen | Creador                                       | Descripció |
| ------------------------- | ------ | --------------------------------------------- | --- |
| Anglès bàsic              | 1925   | Charles Kay Ogden                             | Limita l’idioma a una llista de paraules i termes d’ús comú per fer-lo més senzill per als aprenents estrangers o per a altres persones que puguin tenir dificultats. |
| Anglès especial           | 1959   | Voice of America                              | Limita l’idioma a una llista de paraules i termes d’ús comú per fer-lo més senzill per als aprenents estrangers o per a altres persones que puguin tenir dificultats. |
| Globish                   | 2004   | Jean-Paul Nerrière                            | Limita l’idioma a una llista de paraules i termes d’ús comú per fer-lo més senzill per als aprenents estrangers o per a altres persones que puguin tenir dificultats. |
| E-Prime                   | 1940s  | D. David Bourland Jr.                         | Elimina el verb to be (ser/estar) amb la intenció de fer que l'escriptura sigui més expressiva i precisa.                                                             |
| Anglès tècnic simplificat | 1983   | Associació Europea d'Indústries Aeroespacials | Pretén reduir en gran manera la complexitat i l'ambigüitat de textos tècnics com els manuals.                                                                         |
| Anglès paral·lel          | 1998   | Madhukar Gogate                               | Una llengua construïda, que es basa en l'anglès, però independent d'aquest.                                                                                           |
| Anglès senzill            |        | Varis                                         | Proposa un llenguatge més directe, breu i clar evitant molts modismes, argot i paraules estrangeres.                                                                  |

### Llengües visuals
Les llengües visuals utilitzen símbols o moviments en lloc de la paraula parlada. Les llengües de signes construïdes també entren en aquesta categoria.
| Nom                             | ISO | Origen | Creador           | Descripció                                                            |
| ------------------------------- | --- | ------ | ----------------- | --------------------------------------------------------------------- |
| Blissímbols                     | zbl | 1949   | Karl Kassel Blitz | Un sistema d'escriptura ideogràfica, amb gramàtica i sintaxi pròpies. |
| Sistema de signes internacional | ils | 1970s  | Jasin Maloku      | Llengua de signes auxiliar internacional, també coneguda com Gestuno. |

## Llengües sacres
Es tracta de llengües d'ús religiós actual per part de les seves comunitats o congregacions.
| Nom         | ISO | Origen     | Creador              | Descripció |
| ----------- | --- | ---------- | -------------------- | --- |
| Iyàric      |     | anys 1930  | Rastafaris           | "Rasta Talk" o "Dread Talk" són formes de llenguatge construïdes per alguns membres del moviment rastafari per substituir les llengües africanes que es van perdre a causa de la colonització i l'esclavatge. |
| Escaia      | esy | 1920–1940  | Mariano Datahan      | Basat gramaticalment en el dialecte boholano del cebuà. |
| Medefaidrin | dmf | 1930s      | Eglésia Obɛri Ɔkaimɛ | Utilitzat per l'església cristiana nigeriana, que diu que és d'origen sagrat. |
| Damin       |     | desconegut | Lardils              | Creat pels parlants nadius del lardil, aquest idioma és l'únic en utilitzar el sistema de clics fora d'Àfrica.                                                                                                |

## Llengües dissenyades
Les llengües dissenyades són creades per provar hipòtesis o experimentar amb característiques lingüístiques innovadores. Poden classificar-se en una o més de tres categories: filosòfiques, experimentals i lògiques.
| Nom               | ISO | Origen    | Creador                | Descripció |
| ----------------- | --- | --------- | ---------------------- | --- |
| Logopandecteision |     | 1653      | Thomas Urquhart        | Suggeriments cap a un llenguatge taxonòmic de gran complexitat.                                                                                    |
| Llengua sense nom |     | 1668      | John Wilkins           | Suggeriments detallats per a una llengua simbòlica capaç de precisió filosòfica.                                                                   |
| Isotype           |     | 1925–1934 | Otto Neurath i altres  | Una llengua pictogràmica. |
| Loglan            |     | 1955      | James Cooke Brown      | Creat per posar a prova la hipòtesi de Sapir-Whorf; va servir d'inspiració per al Lojban.                                                          |
| aUI               |     | 1962      | W. John Weilgart       | Cada fonema és també un morfema i un semema, de manera que una sola paraula pot expressar una idea complexa.                                       |
| Ithkuil           |     | 1978–2023 | John Quijada           | Llengua complexa dissenyada per expressar significats profunds de manera breu i clara.                                                             |
| Láadan            | ldn | 1982      | Suzette Haden Elgin    | Llengua tonal orientada a les dones, creada per comprovar si les llengües naturals tendeixen a afavorir els homes.                                 |
| Lojban            | jbo | 1987      | Logical Language Group | Llenguatge lògic i sintàcticament inequívoc, successor del loglan.                                                                                 |
| Toki pona         | tok | 2001      | Sonja Lang             | Llengua minimalista amb entre 120 i 137 paraules, i més de 1.600 parlants.                                                                         |
| Kēlen             |     | 2009      | Sylvia Sotomayor       | Una llengua aliena que intenta eliminar els verbs, cosa que violaria una característica universal entre les llengües humanes naturals.             |
| Viossa            |     | 2014      |                        | Llenguatge pidgin artificial sense regles gramaticals ni fonètiques estrictes, acceptat com a correcte sempre que els parlants es puguin entendre. |

### Altres
| Nom                         | Origen | Creador              | Descripció |
| --------------------------- | ------ | -------------------- | --- |
| Lincos                      | 1960   | Hans Freudenthal     | Lingua Cosmica. Dissenyada per ser comprensible per qualsevol possible vida extraterrestre intel·ligent, per utilitzar-la en transmissions de ràdio interestel·lar. |
| Attempto Controlled English | 1995   | Universitat de Zúric | Llengua natural controlada que també serveix com a llenguatge de representació del coneixement.                                                                     |
| Mänti                       | 2006   | Daniel Tammet        | Una llengua inventada que utilitza algunes paraules i gramàtica d'origen finès.                                                                                     |

## Llengües artístiques o fictícies

### Llengües utilitzades principalment en la ficció

#### Construïdes per J. R. R. Tolkien
Les llengües més destacades de Tolkien són:
| Llengua  | ISO | Descripció                                                                        |
| -------- | --- | --------------------------------------------------------------------------------- |
| Síndarin | sjn | una llengua èlfica, inspirada en gran part en el gal·lès.                         |
| Quenya   | qya | una llengua èlfica, inspirada en gran part en el finès, el llatí i el grec antic. |
| Khuzdul  |     | una llengua nana, inspirada en gran part en les llengües semítiques.              |

#### Pel·lícules
| Nom        | Obra                      | Origen       | Creador                               | Descripció                                                    |
| ---------- | ------------------------- | ------------ | ------------------------------------- | ------------------------------------------------------------- |
| Klingon    | Star Trek                 | 1979–present | Marc Okrand                           | Llengua de l'espècie extraterrestre klingon.                  |
| Atlàntic   | Atlantis: L'imperi perdut | 2001         | Marc Okrand                           | Llengua dels ciutadans de la mítica ciutat de l'Atlàntida.    |
| Ku         | The Interpreter           | 2005         | Said el-Gheithy                       | Llengua africana de ficció.                                   |
| Na'vi      | Avatar                    | 2009         | Paul Frommer                          | Parlat pels na'vi.                                            |
| Barsoomià  | John Carter               | 2012         | Paul Frommer, Edgar Rice Burroughs    | Llengua dels marcians.                                        |
| Quiliqui   | Baahubali                 | 2015         | Madhan Karky                          | Parlat per la tribu calaquèia.                                |
| Beama      | Alpha                     | 2016         | Christine Schreyer                    | Paleolític superior, fa 20000 anys                            |
| Intereslau | Ocell colorit             | 2019         | Jan van Steenbergen i Vojtěch Merunka | Llengua eslava no especificada parlada per la gent del poble. |

#### Jocs
| Nom      | Obra                       | Origen    | Creador                  | Descripció |
| -------- | -------------------------- | --------- | ------------------------ | --- |
| Tsolyáni | Empire of the Petal Throne | 1940      | M. A. R. Barker          | Llengua del món de Tékumel tal com es descriu en aquest joc de rol.                                                                   |
| Gàrguic  | Sèrie Ultima               | 1981–2013 |                          | Idioma de la raça de les gàrgoles. |
| D'ni     | Sèrie Myst                 | 1993–2005 | Cyan Worlds              | Llengua parlada pel poble subterrani D'ni.                                                                                            |
| Hymmnos  | Ar tonelico                | 2006–2010 | Akira Tsuchiya           | Llengua d'Ar Ciel, utilitzada en diàlegs i lletres de les cançons i com a element decoratiu.                                          |
| Wenja    | Far Cry Primal             | 2016      | Andrew Byrd, Brenna Byrd | Tres dialectes (wenja, udam, izila) utilitzats en tots els diàlegs i pels PNJ. Dissenyat com una versió arcaica del protoindoeuropeu. |

#### Basats en Internet
| Nom               | Origen | Creador          | Descripció |
| ----------------- | ------ | ---------------- | --- |
| Teonaht           | 1962   | Sally Caves      | Llengua dels teonim, una raça d'humans polidàctils que tenen una història cultural d'adoració de divinitats semblants a gats. |
| Verdurià i altres | 1995   | Mark Rosenfelder | Es parla al país Verduria del planeta Almea.                                                                                  |
| Dritok            | 2007   | Don Boozer       | Parlat pels drushek, una raça d'orelles grans i cua llarga sense cordes vocals que viu al continent Kryslan.                  |

#### Música
| Nom    | Origen | Creador          | Descripció                                                                            |
| ------ | ------ | ---------------- | ------------------------------------------------------------------------------------- |
| Cobaià | 1970   | Christian Vander | Utilitzat pel grup de rock francès Magma.                                             |
| Loxià  | 2005   | Roma Ryan        | S'utilitza a l'àlbum Amarantine d'Enya del 2005 i a l'àlbum Dark Sky Island del 2015. |
| Moss   | 2009   | Jackson Moore    | Una llengua amb una fonologia musical, modelada a partir dels pidgins.                |

#### Televisió
| Nom                                | Obra                        | Origen    | Creador                                                 | Descripció                                                                                           |
| ---------------------------------- | --------------------------- | --------- | ------------------------------------------------------- | --- |
| Vulcanià                           | Star Trek Original          | 1966–1969 | Més endavant desenvolupat pels fans com a Golic Vulcan. | |
| Enchanta                           | Sèries Encantadia i Etheria | 2005      | Suzette Doctolero                                       | Parlat pels habitants d'Encantadia, coneguts com a Encantado(s)/Encantada(s) o Diwata (fades).       |
| Les llengües valirianes i Dòtraqui | Joc de trons                | 2011–2019 | David Joshua Peterson                                   | |
| Trigedasleng                       | The 100                     | 2014–2020 | David Joshua Peterson                                   | |
| Crioll cinturonià                  | The Expanse                 | 2014      | Nick Farmer                                             | Parlat pels cinturinians, habitants del cinturó d'asteroides i planetes exteriors del sistema solar. |
| Romulà                             | Star Trek: Picard           | 2019      | Trent Pehrson                                           | |

#### Altra literatura
| Nom       | Obra                                                  | Origen  | Creador                                         | Descripció |
| --------- | ----------------------------------------------------- | ------- | ----------------------------------------------- | --- |
| Utòpic    | Utopia                                                | 1516    | Thomas More, Peter B. Gillis                    | Llengua planificada, creada per als residents de la nació fictícia de More, la Utopia; un dels primers intents d'una llengua planificada.            |
| Zaum      |                                                       | 1913    | Velimir Khlébnikov, Aleksei Krutxónikh i altres | Llengua poètica elaborada per aquests futuristes russos com un llenguatge "transracional" i "més universal" "de cançons, encanteris i malediccions". |
| Sildau    | Les aventures de Tintín, sobretot al ceptre d'Ottokar | 1938–39 | Hergé                                           | Llengua germànica occidental fictícia de Sildàvia, un regne dels Balcans.                                                                            |
| Novaparla | 1984                                                  | 1949    | George Orwell                                   | Una forma d'anglès controlat creada per un govern autoritari per reduir gradualment la capacitat del pensament humà, evitant així la rebel·lió.      |
| Bordurià  | Les aventures de Tintín, sobretot a L'afer Tornassol  | 1954–56 | Hergé                                           | Llengua de Bordúria, un país que limita amb Sildàvia.                                                                                                |
| Espocanià |                                                       | 1962    | Rolandt Tweehuysen                              | Llengua d'Espocània. |
| Nadsat    | La taronja mecànica                                   | 1962    | Anthony Burgess                                 | Un registre d'anglès amb influència russa utilitzat pels adolescents.                                                                                |
| Lapine    | El Turó de Watership                                  | 1972    | Richard Adams                                   | Llengua parlada pels conills. |
| Baronh    | Seikai no Monshō (Cresta de les estrelles) i altres   | 1996    | Hiroyuki Morioka                                | Llengua d'Abh in i altres. |

### Llengües alternatives
Algunes llengües experimentals es van desenvolupar per observar hipòtesis d'interaccions lingüístiques alternatives que podrien haver donat lloc a llengües modernes molt diferents. Els dos exemples següents es van crear per a Ill Bethisad, un projecte d'història alternativa.
| Nom       | ISO | Origen | Creador             | Descripció |
| --------- | --- | ------ | ------------------- | --- |
| Brithenig | bzt | 1996   | Andrew Smith        | Una llengua romànica que va substituir les llengües cèltiques natives a la Gran Bretanya en lloc de l'anglosaxó germànic. Un escenari en què el llatí britànnic va sobreviure i es va desenvolupar fins a convertir-se en una llengua moderna. |
| Venèdic   |     | 2002   | Jan van Steenbergen | El polonès com a llengua romànica. Una llengua amb fonètica i ortografia polonesa però amb vocabulari romànic en comptes d'eslau. |

### Llengües personals
| Nom           | ISO | Origen                 | Creador                 | Descripció |
| ------------- | --- | ---------------------- | ----------------------- | --- |
| Lingua Ignota |     | Segle XII              | Hildegarda de Bingen    | Llengua mística d'influència llatina. |
| Balaibalà     | zba | s. XIV - XVI           | Muhyi Gülxeni           | Llengua amb un vocabulari principalment a priori i escrita en alfabet àrab, influïda pel persa, el turc i l'àrab. |
| Enoquià       |     | finals del segle XVI   | John Dee, Edward Kelley | Llenguatge angèlic suposat, possiblement utilitzat en màgia i ocultisme. |
| Vendergood    |     | principis del segle XX | William James Sidis     | Basat principalment en el llatí i el grec, amb influència de l'alemany, l'anglès i altres llengües romàniques. Conté vuit modes, incloent-hi un anomenat strongeable (un terme que no té traducció directa i es refereix a un mode gramatical específic creat per Sidis). Utilitza un sistema numèric en base duodecimal. |
| Talossà       | tzl | 1980                   | R. Ben Madison          | Utilitzat per a la micronació de Talossa. |

## Llengües planificades a la Viquipèdia
Hi ha una versió de la Viquipèdia en cadascun dels nou idiomes construïts següents. Vuit d'aquests idiomes són LAI (llengües auxiliars internacionals), mentre que el lojban és una llengua dissenyada. Fins al 2005, també hi havia versions de la Viquipèdia en les llengües planificades toki pona i klíngon, però aquestes s'han eliminat.
| Nom                          | ISO/Enllaç | Origen    | Usuaris             | Nb. d'editors | Nb. d'articles |
| ---------------------------- | ---------- | --------- | ------------------- | ------------- | -------------- |
| Esperanto                    | eo         | 1887      | 100,000 – 2,000,000 | 188.797       | 305.058        |
| Volapük                      | vo         | 1880      | ?                   | 30.666        | 127.009        |
| Ido                          | io         | 1907      | c. 1000             | 31.762        | 30.529         |
| Interlingua                  | ia         | 1951      | c. 1000             | 41.946        | 23.243         |
| Kotava                       | avk        | 1978      | ?                   | 6.167         | 29.705         |
| Interlingue                  | ie         | 1922      | ?                   | 15.546        | 8.457          |
| Lingua franca nova           | lfn        | 1998      | ?                   | 7.752         | 4.143          |
| Novial                       | nov        | 1928      | ?                   | 10.243        | 1.519          |
| Lojban                       | jbo        | 1987      | ?                   | 14.114        | 1.273          |
| Viquipèdies en la Incubadora |            |           |                     |               |                |
| Láadan                       | ldn        | 1982      | ?                   | N/D           | N/D            |
| Intereslau                   | isv        | 2011–2017 | 7,000 ~ 20,000      | N/D           | N/D            |

## Llengües pendents de classificar

### A
| Índex 0-9 A B C D E F G H I J K L M N O P Q R S T U V W X Y Z |

| nom de la llengua                                             | autor'                          | lloc i any             |
| Adamitik                                                      | A. Velics                       | 1909                   |
| Adam-man Tongue                                               | Edmund Shaftesbury              | 1903                   |
| Adelfenzal                                                    |                                 |                        |
| Adelfiy                                                       |                                 |                        |
| Adjuvanto                                                     | Louis de Beaufront              | 1890                   |
| Adli                                                          |                                 |                        |
| Afga                                                          |                                 |                        |
| Alesi                                                         |                                 |                        |
| Alevato                                                       | Stephen Pearl Andrews           | 1871                   |
| Aligrams                                                      | Ali Fiumedoro                   | 1969                   |
| Aliq                                                          | R.P. Gilbert Vallaeys           | 1930                   |
| Allmiror                                                      |                                 |                        |
| Altayko                                                       |                                 |                        |
| Altuta                                                        | Clemence Ternest                | 1951                   |
| Alwato                                                        | Stephen Pearl Andrews           | 1877                   |
| Americai Speak                                                | Ruby Olive Foulk                | 1937                   |
| American                                                      | Charles Leo O'Connor            | 1917                   |
| American Cosmo                                                | Maurice Arnold                  | 1935                   |
| American Language / Germanic English                          | Elias Molée                     | 1888                   |
| Amiana                                                        | Petr E. Stojan                  | Kraguyevats, 1919-1922 |
| Ande                                                          |                                 |                        |
| Anglic                                                        | Robert Eugen Zachrisson         | 1930                   |
| Anglido                                                       | H.E. Raymond                    | 1927                   |
| Anglo-franca                                                  | P. Hoinix / George J. Henderson | 1889                   |
| Anglo-german                                                  |                                 |                        |
| Anglo-Lat                                                     | Robert Montero                  | 1967                   |
| Anglo-latine                                                  |                                 |                        |
| Anjelika                                                      | A. Halliner                     | 1929                   |
| Antelangua                                                    |                                 |                        |
| Anti-Babilona                                                 | Halien Magli                    | 1955                   |
| Antido, I & II                                                | René de Saussure                | 1924                   |
| Anti-Volapük / Mezzofanti-sprache                             | Fred Mill                       | 1893                   |
| Ao                                                            | Beobi Gordin                    | 1920                   |
| Ao Reformed                                                   | Beobi Gordin                    |                        |
| Apolema / Langue Pacifiste                                    | Raoul de la Grasserie           | 1907                   |
| Ariadna / Arling / Esperido de Shmurlo                        | V. Shmurlo                      | 1920                   |
| Ariana                                                        | Petr E. Stojan                  | Sant Petersburg, 1912  |
| Ars signorum / Universal character and Philosophical Language | George Dalgarno                 | 1661                   |
| Arulo / Gloro                                                 | Max Talmey                      | 1924                   |
| Aryana                                                        | P. Stojan                       | Sant Petersburg, 1914  |
| Aspiranto                                                     |                                 |                        |
| Astegonagraphianek                                            |                                 |                        |
| Atlango                                                       | Richard A. Antonius             | 2002                   |
| Auli / Occidental                                             | Edgar von Wahl                  | 1909                   |
| Auxil                                                         | A. de Belje                     | Bèlgica, 1957          |
| Auxilia                                                       | G. Morin                        | 1947                   |
| Auxilingua                                                    | Jacinto "Jay" Bowks             | 1979                   |

### B
| Índex 0-9 A B C D E F G H I J K L M N O P Q R S T U V W X Y Z |

| nom de la llengua              | autor          | lloc i any        |
| Balta                          | Emil Dormoy    | França, 1887-1893 |
| Baza / Inter-esperanto         | Greg Hoover    | 2003              |
| Berendt                        | Alfred Berendt | 1977              |
| Bitruscan                      | Jay Bowks      | 1979              |
| Blaia Zimodal / Blaia zimondel | Cesare Meriggi | Itàlia, 1884      |
| Blondel / Langue de Blondel    | Blondel        | 1910s             |
| Bonjang                        | Victor Medrano | 2003              |
| Bopal                          | St. de Max     | 1887*             |

### C
| Índex 0-9 A B C D E F G H I J K L M N O P Q R S T U V W X Y Z |

| nom de la llengua                | autor                 | lloc i any                                 |
| Cacone                           | Daniel Sacks          | 1960                                       |
| Carporophilus                    |                       | Leipzig (Alemanya), 1734                   |
| Casuela                          | S. Voirol             | París (França), 1922 i Torí (Itàlia), 1927 |
| Católica / Langue Catholique     | Alberto Liptay        | 1890                                       |
| Central Dialekt / West-Europisch | A. Nilson             | Suècia, 1896                               |
| Centralia                        |                       |                                            |
| Ceqli                            | Rex F. May            | 19xx                                       |
| Chabé-Abane / Langue Naturelle   | E. Maldant            | París (França), 1887                       |
| Characteristica universalis      |                       |                                            |
| Choton                           | Pascal A. Kramm       | Rin del Nord-Westfàlia, Alemanya) 2004     |
| Common Germanic                  | James Johnson         | 2002                                       |
| Common Writing / Universall      | Francis Lodowick      | 1647, 1952                                 |
| Communia / Myrana                | J. Stempfl            | 1894                                       |
| Completo                         |                       | 1952                                       |
| Compromiss-Sprache               |                       |                                            |
| Concorde / Concordu              | S. Flaherty-Hall      | 1952                                       |
| Corintic                         |                       |                                            |
| Cosman                           | H. Milner             | 1927                                       |
| Cosmian / Qôsmianî               | W. M. L. Beatty       | 1928                                       |
| Cosmoglotta                      | Interlingue-Institute | periòdic                                   |
| Cosmolingvia                     | Samuel Horowicz       | Cracòvia (Polònia), 1927                   |
| Cosmopolita Lingvo               | René de Saussure      | França, 1913                               |

### D
| Índex 0-9 A B C D E F G H I J K L M N O P Q R S T U V W X Y Z |

| nom de la llengua                      | autor          | lloc i any               |
| Dalid                                  | Jay Bowks      | 1998                     |
| Decimal language                       | J. Delormel    | França, 1795             |
| Dejeru Sapuho / Desa Chat              | Peter Davis    | 1989                     |
| Delmondo                               |                |                          |
| Delormel / Langue Universelle Delormel | Jean Delormel  | 1795                     |
| Dey Daynd                              | A. J. Guerrero | Barcelona, 1898          |
| Dialekt Centralia                      | A. Nilson      | Suècia, 1899             |
| Dil                                    | Fieweger       | Breslau (Alemanya), 1893 |
| Dilpok                                 | J. A. Marchand | França, 1898             |
| Dolmetscher-Sprache                    |                |                          |
| Domni                                  | Bond           | 1913                     |
| Dutalingue                             | Duthil         | 1908                     |
| Dynamic                                | Elias Molée    | Chicago (EUA), 1921      |

### E
| Índex 0-9 A B C D E F G H I J K L M N O P Q R S T U V W X Y Z |

| nom de la llengua                                 | autor                           | lloc i any                      |
| Edilo                                             | A. Haugg                        | Múnic (Alemanya), 1909          |
| Edmond's apriori language                         | G. Edmonds                      | 1856                            |
| Ehmay ghee chah / USL / Universal Second Language | Elmer J. Hankes                 | 1992                            |
| Eklekta                                           | Otto Jespersen                  | 1907                            |
| Ekselsioro                                        | Frederick Greenwood             | Londres (Regne Unit), 1906      |
| Ekspreso                                          | Jay Bowks                       | 1996                            |
| Elpilingue                                        |                                 |                                 |
| Eni                                               |                                 |                                 |
| Eo                                                | Petr E. Stojan                  | Ginebra (Suïssa), 1926          |
| Esata                                             | Pafu                            | 2004                            |
| Esk                                               | M. Sendahl                      | 1912-1913                       |
| Esp                                               |                                 |                                 |
| Espéisme                                          |                                 |                                 |
| Esperanto de Antido                               | René de Saussure                | 1910                            |
| Esperanto moderna                                 |                                 |                                 |
| Esperanto Reformed                                | L. L. Zamenhof                  | 1894                            |
| Esperanto sen Chapeloj                            | Louis Couturat                  | 1906                            |
| Esperantuisho                                     | Jaro Zelezny                    | Txecoslovàquia 1951             |
| Esperido                                          | H. E. Raymond                   | 1927                            |
| Espido                                            | Marcel Pesch                    | França, 1923                    |
| Espo                                              | Petr E. Stojan                  | Ginebra (Suïssa), 1926          |
| Etem                                              | Nikolay Vladimirovich Yushmanov | 1928                            |
| Eulalia                                           | Skrabek                         | 1908                            |
| Euphony                                           |                                 |                                 |
| Eurial                                            | B. Philip Jonsson               | 1990                            |
| Euro-Glosa / Glosa                                | W. Ashby & R. Clark             | 1981                            |
| Euroglot                                          | Eric Ahlstrôm                   | Suècia, 1957                    |
| Eurolang                                          | Phil Hunt                       | 1995                            |
| Eurolingvo / Anglo-Interlingvo                    | Mitchell Summers                | 1998                            |
| Euronord                                          | A. J. Pilgrim                   | 1965                            |
| Europa Latine                                     | Willy J. Visser                 | Amsterdam (Països Baixos), 1948 |
| Europal                                           | Josef Weisbart                  | Hamburg (Alemanya), 1910, 1912  |
| Europé                                            |                                 |                                 |
| European                                          | Renat Jago                      | 1955                            |
| European                                          | Robert Foddik                   | Utrecht (Països Baixos), 1931   |
| Europeano                                         | Jay Bowks                       | 2000                            |
| Europeo                                           | C. A. Bravo del Barrio          | Madrid (Espanya), 1914          |
| Evoluto                                           | Sidni Bond                      |                                 |
| Evroptal                                          | Yves Le Masson                  | Yerres (França), 199?           |
| Expreso                                           |                                 |                                 |
| Extra lingua                                      | A. Miller                       | 1918                            |

### F
| Índex 0-9 A B C D E F G H I J K L M N O P Q R S T U V W X Y Z |

| nom de la llengua | autor                | lloc i any              |
| Fasile            | B. E. Breitenbach    | 1974, 2001              |
| Federal           |                      |                         |
| Fitusa            |                      |                         |
| Folkspraak        | Bill Courson         | 2001                    |
| Fortschritt       | Hans Heinrich Marold | Berlín (Alemanya), 1949 |
| Franka            |                      |                         |
| Fransezein        |                      |                         |
| Frater            | Pham Xuan Thai       | 1957                    |
| Frater2           | Paul O. Bartlett     | 1997                    |
| Fraternitat       | Del Monaco           | 1912                    |
| Frendo            | Alonso Churruca      | 1966                    |

### G
| Índex 0-9 A B C D E F G H I J K L M N O P Q R S T U V W X Y Z |

| nom de la llengua                                       | autor               | lloc i any                   |
| Gati / Lingua de Gati                                   | Istvan Gati         | Budapest (Hongria), 1820     |
| Gavlensografie / Gavlensolalie                          | H. von Gablenz      | Leipzip (Polònia), 1856-1860 |
| Gerber / Lingua de Gerber                               | A. Gerber           | 1832                         |
| Gerher / Lingua de Gerher                               | F. A. Gerher        | 1790-1832                    |
| Genigrafia                                              |                     |                              |
| Geo                                                     |                     |                              |
| Geoglot                                                 | Timothy J. Donoghue | 1916                         |
| Geographische Sprache                                   |                     |                              |
| German-English                                          | Elias Molée         | Chicago (EUA), 1888          |
| Glan-ik                                                 | Eugene Fitch Ware   | 1906                         |
| Globaqo / Globago                                       | Russell             | 1956                         |
| Gloro / Arulo                                           | Max Talmey          | 1924                         |
| Glot / Glott                                            |                     |                              |
| Grammatica lingue universalis missionum et commerciorum | Philippe Labbé      | 16??                         |
| Guidareca                                               | V. Cheshikhin       | 1924                         |

### H
| Índex 0-9 A B C D E F G H I J K L M N O P Q R S T U V W X Y Z |

| nom de la llengua         | autor           | lloc i any               |
| Halblatein                |                 |                          |
| Harmonie Universelle      | Marin Mersenne  | 1636                     |
| Héli's First Project      | V. Hély         | Langres (França), 1905   |
| Hémi-pasigraphie          |                 |                          |
| Hesperyo                  |                 |                          |
| Hipersigno                |                 |                          |
| Hochek / Lingua de Hochek | Hochek          | Kromeriz (Txèquia), 1908 |
| Homapar                   | Fazekas el Gyor | Hongria, 1913            |
| Hom-Idiomo / Hom Idyomo   | C. Cardenas     | 1921, 1924               |
| Hoy-Koy                   | Gustav Ottander | Suècia, 1946, 1947       |

### I
| Índex 0-9 A B C D E F G H I J K L M N O P Q R S T U V W X Y Z |

| nom de la llengua                               | autor                                        | lloc i any                 |
| Iala                                            |                                              |                            |
| IALA                                            | International Auxiliary Language Association | 1951                       |
| Ialo                                            | Henry Frome Jolin                            | Doylestown (EUA), 1938     |
| Idéographie                                     |                                              |                            |
| Idéographie lunaire                             |                                              |                            |
| Idido                                           |                                              |                            |
| Idiom Neutral Modifiket                         | Jules Meysmans                               | 1909                       |
| Idiom Neutral Reformed                          | J. B. Pinth                                  | 1912                       |
| Idiom Neutral Reformed                          | W Rosenberger & E. de Wahl                   | 1907                       |
| Idioma internacional                            | Miguel Andrés de la Cruz                     | Mèxic, 1945                |
| Idiome federal / Langue fédérale                | J. Barral                                    | Niça (França), 1923        |
| Ido avancit                                     | Robert Harding                               | Londres (Regne Unit), 1925 |
| Ido Novializat / Ido Reformita / Ido Simpligata | Giacomo Meazzini                             | 1928                       |
| Ile / Ispirantu                                 | A. Seidel                                    | 1909                       |
| Intal II                                        | Erich Weferling                              | 1964                       |
| Interal                                         |                                              |                            |
| Inter-esperanto / Baza                          | Greg Hoover                                  | 2003                       |
| Interlatino                                     |                                              |                            |
| Interling / Interling Sistem                    | Thomas Wood                                  | 1959                       |
| Interlingu                                      | Thomas Wood                                  | 1929                       |
| Interlingua Intercontinental                    | Alexander Gode                               | 1950s                      |
| Interlingua reformate de Fritzsche              | Adolf Fritzsche                              |                            |
| Interlingua romanisate de Podmele               | Ladislav Podmele                             |                            |
| Interlingua de Stark / Latino Moderne           | David Stark                                  | 1996                       |
| International                                   |                                              | 1887                       |
| Interpres / Interprète international            |                                              |                            |
| Interprète universel                            |                                              |                            |
| Intersistemal                                   | Paul Mitrovitch                              | 1947                       |
| Is -- Interlingua Sistematic                    | J. Rossello-Ordines                          | 1922                       |
| Ispirantu / Ile                                 | A. Seidel                                    | 1909                       |
| Italico / Triola                                |                                              | 1905-1909                  |

### J
| Índex 0-9 A B C D E F G H I J K L M N O P Q R S T U V W X Y Z |

| nom de la llengua | autor | lloc i any |
| Jigwa             |       |            |

### K
| Índex 0-9 A B C D E F G H I J K L M N O P Q R S T U V W X Y Z |

| nom de la llengua     | autor             | lloc i any     |
| Kentung / Monling     |                   |                |
| Kokographie           |                   |                |
| Konkordia / Konkordio | René de Saussure? | 1911?          |
| Konkordo              | René de Saussure? | 1911           |
| Kosmal Idioma / Orba  | José Guardiola    | 1893           |
| Kosmo                 |                   |                |
| Kosmolingua           |                   |                |
| Kosmos                | Eugen Lauda       | Alemanya, 1844 |

### L
| Índex 0-9 A B C D E F G H I J K L M N O P Q R S T U V W X Y Z |

| nom de la llengua                                         | autor                              | lloc i any                     |
| Lalortel                                                  | N. R. Yetter                       | 1959                           |
| Langage humain                                            |                                    |                                |
| Langage instantané                                        |                                    |                                |
| Langage simplifié                                         |                                    |                                |
| Lango                                                     | Robert Craig & Antony Alexander    | 1996                           |
| Lango (nova lingvo) Arxivat 2007-08-28 a Wayback Machine. |                                    | 2003                           |
| Lango du Mondo                                            | de Ria                             | 1788                           |
| Langage Humain                                            | Umano                              | 1900                           |
| Langue internationale étymologique                        | Reimann                            | 1877                           |
| Langue naturelle / Chabé-Abane                            | Maldant                            | 1887                           |
| Langue nouvelle                                           | Faiguet                            |                                |
| Langue Pacifiste / Apolema                                |                                    |                                |
| Langue universelle                                        | Menet                              | 1886                           |
| Langue universelle et analytique                          | Vidal                              | 1844                           |
| Languo auxiliara                                          |                                    |                                |
| Lanopiküro                                                |                                    |                                |
| Lasonebr                                                  | Nilson                             | 1897                           |
| Lateinischen                                              | Volk / Fuchs                       | 1883                           |
| Latineo                                                   | Jay Bowks                          | 2000                           |
| Latinesce                                                 | George J. Henderson                | 1890-1901                      |
| Latinesco                                                 | Macmillan                          | 1930                           |
| Latin-esperanto                                           |                                    | 1911                           |
| Latin-ido                                                 |                                    | 1911                           |
| Latinised English                                         | George J. Henderson                | 1901                           |
| Latino interromanico                                      | Raymund Zacharias                  | 2017                           |
| Latino macaronico                                         | Teofilo Folengo, Tisi degli Odassi | 1500s                          |
| Latino Moderne                                            | David Stark                        | 1996                           |
| Latino universale / Universal Latein                      |                                    |                                |
| Latino Viventi                                            | Fibula                             | 1925                           |
| Latinulus                                                 | Vito Martellotta                   | 1919                           |
| Latinvlo                                                  | Paul O. Bartlett                   | 199?                           |
| Lenga Romance                                             | Danilo Vilicic Alarcón             | 1994                           |
| Lengua Universal                                          | P.L. Martínez                      | 1852                           |
| Lengua universal y filosófica / Langue universelle        | Bonifacio Sotos Ochando            | 1852-1855                      |
| Letellier / Langue universelle de Letellier               | C. Letellier                       | 1855-1861                      |
| Liana                                                     |                                    |                                |
| Ling                                                      | Anders Olson                       | Suècia, 1943                   |
| Ling du Mond                                              | Consoli                            | 1925                           |
| Lingua                                                    | George J. Henderson                | 1888                           |
| Lingua de Ria                                             | Ria                                | 1788                           |
| Lingua European                                           | Bonto van Bijlevelt                | 1898                           |
| Lingua filosofica pei dotti                               |                                    |                                |
| Lingua Franca of the Levant                               | Mediterranean Coastline            | de l'edat mitjana al segle xix |
| Lingua geral brazilica                                    | jesuïtes del Brasil                | segle xvi                      |
| Lingua Internacional                                      | Zakrzewski                         | 1905                           |
| Lingua international                                      | João Evangelista Campos Lima       | 1948                           |
| Lingua italiana infinitiva                                |                                    |                                |
| Lingua Komun                                              | F. Kurschner                       | 1900                           |
| Lingua Latina                                             | Classic                            |                                |
| Lingualumina / Lingua lucida                              | Frederick William Dyer             | 1875                           |
| Lingua Mundi                                              |                                    |                                |
| Lingua Philosophica                                       |                                    |                                |
| Lingua Progressiva                                        | Mattia Suardi "Suhardian"          | 2003                           |
| Lingua rationalis                                         |                                    |                                |
| Lingua romana                                             | Stephan George                     | 1889                           |
| Lingua Románica                                           | Eusebes                            | 1994                           |
| Lingua Slavica Universalis                                | J. Herkel                          | 1826                           |
| Lingua universalis                                        |                                    |                                |
| Lingue international                                      |                                    |                                |
| Lingu internacional                                       |                                    |                                |
| Lingu internasionik                                       |                                    |                                |
| Linguo internationala                                     |                                    |                                |
| Linguo romane universale                                  |                                    |                                |
| Lingus european                                           |                                    | 1907                           |
| Linguum Islianum / Langue Isly                            | Isly                               | 1901                           |
| Lingu universal                                           |                                    |                                |
| Lingva Xronari                                            | Libor Sztemon                      |                                |
| Lingvo Cosmopolita                                        | René de Saussure                   | 1913                           |
| Lingvo Internatsia de Antido                              | René de Saussure                   | 1912                           |
| Lingvo Kosmopolita                                        | René de Saussure                   | 1912                           |
| Lingvo monde                                              |                                    |                                |
| Lingw adelfenzal                                          |                                    | 1911                           |
| Lingwo Internaciona                                       | René de Saussure                   | 1907                           |
| Lips Kith                                                 | Joseph Scarisbrick                 | 1919                           |
| Loga                                                      | Nield                              | 1926                           |
| Logo                                                      |                                    |                                |
| Luftlandana                                               |                                    |                                |
| Lugar                                                     |                                    |                                |
| Lusane                                                    | Luis Sainz Lopez-Negrete           | 1988                           |

### M
| Índex 0-9 A B C D E F G H I J K L M N O P Q R S T U V W X Y Z |

| nom de la llengua                        | autor                  | lloc i any |
| Magistri / Master language               | Stephen Chase Houghton | 1907, 1929 |
| Malfasito                                |                        |            |
| Mandab                                   |                        |            |
| Meazzinido                               |                        |            |
| Medial / Medial europan                  | Josef Weisbart         | 1925       |
| Median                                   |                        |            |
| Medio                                    |                        |            |
| Menimo / Mundolingua                     |                        |            |
| Meo                                      |                        |            |
| Meso                                     | Bond                   | 1926       |
| Méthode rapide                           |                        |            |
| Mezhdunarodny Nauchny Yazyk              | Kovalyov               | 1911       |
| Mez-voio                                 | Jamin                  | 1908       |
| Mezzofanti-ling                          |                        |            |
| Mezzofanti-Sprache / Anti-Volapük        |                        |            |
| Miografia                                |                        |            |
| Mittelmachte Esperanto                   |                        |            |
| Mondea                                   |                        |            |
| Moderna Esperanto / Modern Esperanto     |                        |            |
| Molog                                    |                        | 1911       |
| Monario                                  | Aldo Lavagnini         | 1925, 1929 |
| Monda                                    |                        |            |
| Monda Linguo                             |                        |            |
| Mondal                                   |                        |            |
| Monde                                    |                        |            |
| Mondea                                   |                        |            |
| Mondezo                                  |                        |            |
| Mondi                                    |                        |            |
| Mondialo / Nov-Esperanto / Nuv-Esperanto |                        |            |
| Mondik                                   |                        |            |
| Mondi Lingua                             | Aldo Lavagnini         | 1939       |
| Mondi-Lingue / Mondil                    |                        |            |
| Mondlango                                | He Yafu                | 2002       |
| Mondlingu                                |                        |            |
| Mondlinguo                               | Aldo Lavagnini         | 1936       |
| Mondlingvo                               | Trischen               | 1906       |
| Mondlingvo de Weisbart                   | Josef Weisbart         | 1927       |
| Mondo                                    |                        |            |
| Mondolingue                              |                        | 1888       |
| Monling / Kentung                        |                        |            |
| Monoglottica                             |                        |            |
| Monopanglosse                            |                        |            |
| Mul: Monosyllabic Universal Language     |                        |            |
| Munbab / Munglib                         |                        |            |
| Mundelingua                              | J. von Hummler         | 1904       |
| Mundelingua                              | Julius Lott            | 1917       |
| Mundelingva                              |                        |            |
| Mundi Latin                              | Josef Weisbart         | 1930       |
| Mundial                                  |                        |            |
| Mundion                                  | H. Weinreich           | 1951       |
| Mundolingua / Menimo                     |                        |            |
| Mundolingue                              | Julius Lott            | 1889, 1890 |
| Mundolinguo                              |                        |            |
| Myezhduslavyansky Yezyk                  |                        |            |
| Myrana / Communia                        | J. Stempfl             | 1894       |

### N
| Índex 0-9 A B C D E F G H I J K L M N O P Q R S T U V W X Y Z |

| nom de la llengua                        | autor               | lloc i any           |
| Nal Bino                                 |                     |                      |
| Natural                                  |                     |                      |
| Natural Language                         |                     |                      |
| Natural Mother Tongue                    |                     |                      |
| Natural Universal Language               |                     |                      |
| Neoíspano                                |                     |                      |
| Neo-Latin / Neo-latine                   | E. Courtonne        | 1875, 1885           |
| Neo-latino                               | Lundström           | 1928                 |
| Neolatino                                | André Schild        | 1947                 |
| Neolatino                                | Hans Henning Ørberg | 1955                 |
| Neoromano I                              | Slonimski           | 1924                 |
| Neoromano II                             | Slonimski           | 1926                 |
| Neosinografia                            |                     |                      |
| Nepo / Neposlava                         | V. Cheshikhin       | 1907-1915*           |
| Neue Latin                               |                     |                      |
| Neuslavischen Sprache                    | Ignác Hosek         | 1907                 |
| Neutral                                  |                     |                      |
| Neutral Reformed                         |                     |                      |
| New Chino-Japanese                       |                     |                      |
| Noématopasigraphilalie                   |                     |                      |
| Nordlinn                                 |                     |                      |
| North American                           | James Y. Grevor     | 1966                 |
| Nouvelle Langue                          |                     |                      |
| Nova Latina                              |                     |                      |
| Novam                                    | G. Touflet          | 1928                 |
| Nove auxilia                             |                     |                      |
| Nove-latina                              | Diemen              | 1921                 |
| Nov Esperanto / Nuv-Esperanto / Mondialo | René De Saussure    | 1925, 1928, 1932     |
| Novilatin                                | Pigal               |                      |
| Novilatiin                               | Ernst Beerman       | Alemanya, 1885, 1895 |
| Novilatin                                | Ernst Beerman       | Alemanya, 1907       |
| Novi Latine                              |                     | 1911                 |
| Nov-Latin                                | Daniele Rosa        | 1890                 |
| Nov Latin Logui                          | Karl Pompiati       | 1918                 |
| Novo Romane                              |                     |                      |
| Novum                                    | Michael Moszczynski | 1994                 |
| Numerlingue / Zahlensprache              |                     |                      |
| Nuove-Roman                              | Puchner             | 1897                 |
| Nuv-Esperanto / Nov-Esperanto / Mondialo |                     | 1910                 |
| Nuvo-Volapük                             | August Kerckhoffs   | 1887                 |

### O
| Índex 0-9 A B C D E F G H I J K L M N O P Q R S T U V W X Y Z |

| nom de la llengua                   | autor            | lloc i any |
| Obshcheslavyansky Yazyk             |                  |            |
| Occidental / Interlingue            | Edgar de Wahl    | 1922       |
| Ofat                                |                  |            |
| Oïdapa                              |                  |            |
| Oiropa'pitschn                      | Adalbert Baumann | 1928       |
| Olingo                              | R. Stewart Jaque | 1944       |
| Om                                  |                  |            |
| Omnez                               | Bond             | 1912       |
| Omo                                 | V. I. Vengerov   | 1926       |
| Optez                               | Bond             | 1916       |
| Optoez                              | Bond             | 1921       |
| Orba / Kosmal Idioma                | José Guardiola   | 1893       |
| Orbidaïe                            |                  |            |
| Oregon                              |                  |            |
| Ortologia Esperanto                 |                  |            |
| Ortografia Colateral de Interlingua | IALA             | 1951       |
| Oz                                  |                  |            |

### P
| Índex 0-9 A B C D E F G H I J K L M N O P Q R S T U V W X Y Z |

| nom de la llengua                            | autor                    | lloc i any              |
| Pacez                                        | Yosio Obana              | 1983                    |
| Paleneo                                      | Leslie Charteris         | 1972                    |
| Pan-Arisch                                   | P. L. Friedmann          | 1908                    |
| Panamane                                     | Manuel E. Amador         | 1936                    |
| Panamericano                                 |                          |                         |
| Panedo                                       |                          |                         |
| Pangermanic                                  |                          |                         |
| Panglossie                                   |                          |                         |
| Panglottia                                   |                          |                         |
| Pangraphie                                   |                          |                         |
| Panhomel                                     |                          |                         |
| Pan-kel                                      | Max Wald                 | 1906                    |
| Panlingua                                    | Harve                    | 1938                    |
| Panroman / Unial / Universal Ling            | Henrik Molenaar          | 1903                    |
| Panskrit                                     |                          | 1925                    |
| Pario                                        |                          |                         |
| Parla                                        | Spitzer                  | 1907                    |
| Parlamento                                   |                          |                         |
| Pasigraphion                                 |                          |                         |
| Pasilalie de Burja                           | Abel Burja               | Berlín (Alemanya), 1808 |
| Pasilalion und pasigraphion                  | Mojsije Paic             | París (França), 1864    |
| Pasilingua                                   | Steiner                  | 1885                    |
| Pasilingua hebraica                          |                          |                         |
| Pasilogia                                    | Edward Groves            | 1846                    |
| Pasilogie                                    |                          |                         |
| Pasitélégraphie                              |                          |                         |
| Pasographie                                  |                          |                         |
| Patoloiglob / Syllabaire Moderne Universelle |                          |                         |
| Peace Language                               |                          |                         |
| Perfect                                      |                          | 1910                    |
| Perfekt                                      |                          |                         |
| Perfektlingvo / Perfektsprache               | Alois Hartl              | 1909                    |
| Perio                                        | Mannus Talundberg        | 1904                    |
| Philosophical language                       |                          |                         |
| Phonarithmon                                 |                          |                         |
| Phonetic                                     |                          |                         |
| Picto                                        | Janson                   | 1957                    |
| Pikto                                        |                          |                         |
| Pluranto                                     | Cyber-Planet SOFTEX Ltd. | 1997                    |
| Polygraphia                                  | Athanasius Kircher       | 1633                    |
| Popido                                       |                          |                         |
| Progres                                      |                          |                         |
| Promyetye-Prosvyetityel                      |                          |                         |

### Q
| Índex 0-9 A B C D E F G H I J K L M N O P Q R S T U V W X Y Z |

| nom de la llengua             | autor               | lloc i any |
| Qôsmianî / Qosmiani / Cosmian | Wilbur M. L. Beatty | 1928       |
| Quji / QJ [koo-jee]           |                     |            |

### R
| Índex 0-9 A B C D E F G H I J K L M N O P Q R S T U V W X Y Z |

| nom de la llengua                  | autor                       | lloc i any          |
| Radioglot                          | Wikel                       | 1956                |
| Reform                             | Thomas Wood                 | 1949                |
| Reformed Esperanto                 | Roy McCoy                   | 199?                |
| Reform-Espranto                    |                             | 1910                |
| Reformita Esperanto de Antido      | René de Saussure            | 1917                |
| Reform Latin / Reformlatein        |                             | 1902                |
| Reform Neutral                     | W. Rosenberger & E. de Wahl | 1907-1912           |
| Reformed Volapük / Volapük Revised |                             |                     |
| Regular English / Nugotic          | Elias Molée                 | Chicago (EUA), 1893 |
| Regular Russian                    |                             |                     |
| Relingua                           |                             |                     |
| Romanal                            | Alfred Michaux              | 1909, 1912          |
| Romanés                            |                             |                     |
| Romangle                           |                             |                     |
| Romanica                           | Josu Lavin                  | Espanya, 2001       |
| Romani universale                  |                             |                     |
| Romanizat                          | R. Brandt                   | 1908                |
| Romano                             | Slonimski                   | 1910                |
| Romanova                           | David Crandall              | 2000                |
| Rosentalographia                   |                             |                     |
| Ruly English                       |                             |                     |

### S
| Índex 0-9 A B C D E F G H I J K L M N O P Q R S T U V W X Y Z |

| nom de la llengua                           | autor                | lloc i any                       |
| Safo / Die neue Weltschrift                 | Andreas Eckardt      | 1962                             |
| Salvador                                    | Francisco Gavidia    | San Salvador (El Salvador), 1909 |
| SASXSEK                                     | Dana Nutter          | 2004                             |
| Scriptura oecumenica                        |                      |                                  |
| Semilatin / Semilatino                      |                      |                                  |
| Sehlerai                                    |                      |                                  |
| Semi-latin                                  |                      | 1910                             |
| Sen:espera                                  | Jeffrey Henning      |                                  |
| Senzar                                      |                      |                                  |
| Sermo                                       |                      |                                  |
| Sermo                                       | Jose Soares da Silva | 2003                             |
| Servasprache / Serve                        | Kuntovsky            | 1928                             |
| Simingsound                                 | E. B. Johnston       | 1960                             |
| Simplat                                     |                      |                                  |
| Simplo                                      | Mario Ferranti       | 1911                             |
| Sintesal                                    |                      |                                  |
| Sistemizd English                           | Fiumedoro            | 1969                             |
| Slava Esperanto / Slavina / Slavina Slawsky | Josef Konechný       | 1912                             |
| Slovanština                                 | Edmund Kolkop        | 1913                             |
| Soma                                        |                      |                                  |
| Soundwriting                                | Bivins               | 1960                             |
| Spécieuse générale                          |                      |                                  |
| Speedwords / World Speedwords               | R. J. G. Dutton      | 1923                             |
| Spelin                                      | Georg Bauer          | 1888                             |
| Spike                                       |                      | 1923                             |
| Spiranta                                    |                      |                                  |
| SPL [simplified Latin]                      | Richardius Dominicus | 1982                             |
| Spokaans                                    |                      |                                  |
| Spokil                                      | A Nicolas            | 1890                             |
| Stipfone                                    |                      |                                  |
| Stoechiophonie                              |                      |                                  |
| Suma                                        | Barnett Russell      | EUA, 1957                        |
| Syllabaire Moderne Universelle / Patoiglob  |                      |                                  |
| Synthetic English                           |                      |                                  |

### T
| Índex 0-9 A B C D E F G H I J K L M N O P Q R S T U V W X Y Z |

| nom de la llengua                         | autor                             | lloc i any          |
| Tal                                       | Albert Hoessrich                  | 1903                |
| Telekaba                                  | Clemens von Pirquet               | 1913                |
| Telluro                                   |                                   |                     |
| Terminologieschlüßel                      |                                   |                     |
| Tersboca                                  |                                   |                     |
| tinico / tino / fasilinguo / fasilinguico | Alexandre Xavier Casanova Domingo | 2001-2003           |
| Toito Spike                               | Elias Molée                       | Chicago (EUA), 1923 |
| Torskript                                 | Victor Perry Paulsen              | 1963                |
| Translingua                               |                                   | 1956                |
| Transpiranto                              | Martin Weichert                   | 1997                |
| Triola / Italico                          |                                   | 1905                |

### U
| Índex 0-9 A B C D E F G H I J K L M N O P Q R S T U V W X Y Z |

| nom de la llengua                                             | autor               | lloc i any               |
| Ulla                                                          | Frederick Greenwood | 1906                     |
| Ultimate language                                             |                     |                          |
| Una                                                           |                     |                          |
| Unesal Interlingu                                             | Weferling           | 1923                     |
| Uni                                                           | Elisabeth Wainscott | 1975                     |
| Unial / Panroman / Universal                                  |                     |                          |
| Uniala                                                        | Troost              | 1923                     |
| Unilo                                                         |                     |                          |
| Unione                                                        |                     |                          |
| Union sistem / Langue Fédérale                                | Barral              | 1914                     |
| Unipix                                                        | Cindy Drolet        | 1982                     |
| Uni-spik                                                      |                     |                          |
| Unita                                                         |                     |                          |
| Unitario                                                      | Mario Pleyer        | 1987                     |
| Uniti Langue                                                  |                     |                          |
| Universal                                                     | Zviazku Radzeckim   | 1925                     |
| Universal / Panroman                                          | Henrik Molenaar     | 1906                     |
| Universala                                                    | Eugen Heintzeler    | Alemanya, 1893           |
| Universal character and Philosophical Language / Ars signorum | George Dalgarno     | 1661                     |
| Universal character of Beck                                   | Cave Beck           | Regne Unit, 1657         |
| Universal Eo                                                  | René de Saussure    | 1912                     |
| Universal Glot de Schipfer                                    | J. Schipfer         | Leipzig (Alemanya), 1839 |
| Universal-Latein / Neu-latein                                 | E. Frandsen         | 1902                     |
| Universall or Common Writing                                  | Francis Lodowick    | 1647, 1652               |
| Universal-Sprache                                             |                     |                          |
| Universalspraket                                              | K.G.F.Kejhser       | 1918                     |
| Universel                                                     | Deromis             |                          |
| Unolok                                                        |                     |                          |
| Uropa                                                         |                     |                          |

### V
| Índex 0-9 A B C D E F G H I J K L M N O P Q R S T U V W X Y Z |

| nom de la llengua     | autor                   | lloc i any |
| Veltparl              | Wilhelm von Arnim       | 1896       |
| Veltpitschn           | Adalbert Baumann        | 1925       |
| Veltspik              |                         |            |
| Verbo Steno           |                         |            |
| Vest-europish         |                         |            |
| Vikto                 | Bõsz Vilmos             | 1981       |
| Vindiana              |                         |            |
| Visona                |                         |            |
| Viva                  | N. Nyesmyeyanov         | 1913       |
| Voksigid              | Bruce R. Gilson, et al. | 1991-1992  |
| Volapük Nulik         | Arie de Jong            | 1931       |
| Voldu                 | Stadelmann              | 1945       |
| Völkerverkehrssprache | C. Dietrich             | 1902       |
| Vorlin                | Rick Harrison           |            |
| Voxling               |                         |            |
| Vseslovanski          |                         |            |

### W
| Índex 0-9 A B C D E F G H I J K L M N O P Q R S T U V W X Y Z |

| nom de la llengua                                     | autor                   | lloc i any                 |
| Wede / Welt Deutsch                                   | Adalbert Baumann        | 1915                       |
| Welt-italienisch Franca                               | Bernhard                | 1891                       |
| Weltdeutsch                                           |                         |                            |
| Weltkurz-sprache                                      |                         |                            |
| Weltlang / World-English                              | Braendle                | 1910                       |
| Welt'pitschn                                          | Adalbert Baumann        | 1925                       |
| Weltsprache                                           | Eichhorn                | 1887                       |
| Weltsprache de Schipfer                               | J. Schipfer             | Wiesbaden (Alemanya), 1839 |
| Weltsprache                                           | A. Volk & R. Fuchs      | 1883                       |
| Weltverkehrssprache                                   |                         |                            |
| West-Europisch / Central Dialekt                      | A. Nilson               | Suècia, 1896               |
| Wit-spell / Universal notation                        | John Johnson            | 1641                       |
| World English / Standard English as a Global Language |                         |                            |
| World English                                         | Alexander Melville Bell | 1888                       |
| World English / Weltlang                              | Braendle                |                            |
| World English / Cosmo-English                         | James W. Hamilton       | 1924                       |
| World Speedwords                                      | Reginald Dutton         | 1923                       |

### X
| Índex 0-9 A B C D E F G H I J K L M N O P Q R S T U V W X Y Z |

| nom de la llengua | autor          | lloc i any  |
| Xaotojil          | GEL-GLLC (UIB) | Palma, 2016 |

### Y
| Índex 0-9 A B C D E F G H I J K L M N O P Q R S T U V W X Y Z |

| nom de la llengua | autor                       | lloc i any |
| Ya-zu / Ya-za Huo | Tsegmedin Bold              | 19??       |
| Ygyde             | A. Nowicki & P. Hassel-Zein | 2004       |
| Yvle              | ahhon                       | 2005       |

### Z
| Índex 0-9 A B C D E F G H I J K L M N O P Q R S T U V W X Y Z |

| nom de la llengua | autor | lloc i any |
| Zahlensprache     | Hilbe | 1901       |
| Zilengo           | Oka   | 1889       |

### 0-9
| Índex 0-9 A B C D E F G H I J K L M N O P Q R S T U V W X Y Z |

| nom de la llengua | autor              | lloc i any |
| 353               | Marcelo Martinelli | 2003       |
| 2004              | Jacques Dehée      | 2003       |